# Ibicuí (ort)
Ibicuí är en ort i Brasilien.   Den ligger i kommunen Ibicuí och delstaten Bahia, i den östra delen av landet, 900 km öster om huvudstaden Brasília. Ibicuí ligger 362 meter över havet och antalet invånare är 10 639.
Terrängen runt Ibicuí är kuperad åt sydväst, men åt nordost är den platt.Närmaste större samhälle är Iguaí, 14,5 km nordväst om Ibicuí.
Omgivningarna runt Ibicuí är huvudsakligen savann. Runt Ibicuí är det ganska glesbefolkat, med 28 invånare per kvadratkilometer.